# Грамотность

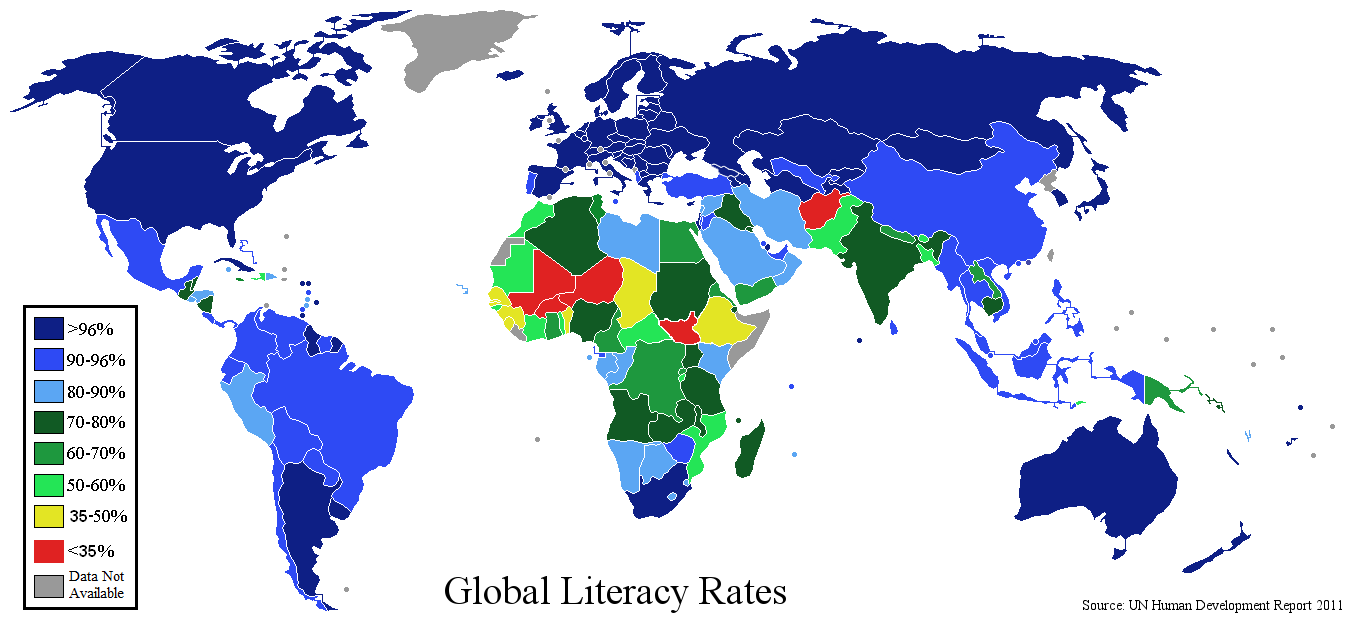
Уровень грамотности по странам мира.
«Отчёт о развитии человечества», 2011 год

Гра́мотность (от лат. grammatica «учение о словесности» ← др.-греч. γραμματική «словесность, грамматика») — степень владения человеком навыками чтения и письма на родном языке (или на лингва-франка, крупном языке общения, который ходит в его местности).
Традиционно под словом «грамотный» подразумевают человека, умеющего читать и писать, или только читать на каком-либо языке. Людей, умеющих только читать, также называют «полуграмотными».
В статистике под грамотностью понимается способность человека прочитать, понять и написать короткий простой текст, касающийся его повседневной жизни. Уровень грамотности взрослого населения — доля грамотных в возрасте 15 лет и старше. Индекс грамотности (называемый иногда просто грамотность) данного народа — отношение (обычно в процентах) между числом грамотных и численностью всего населения. Индекс грамотности если и не измеряет, то, во всяком случае, характеризует уровень развития начального образования.
Грамотность — фундамент, на котором можно построить дальнейшее развитие человека. Открывая доступ к книге, она даёт возможность пользоваться знаниями, созданными человечеством.
Степенью распространения грамотности народа той или иной страны характеризуется его участие в умственной жизни всего человечества, но характеризуется лишь до известной степени, так как и неграмотные народы участвовали и участвуют, хотя, возможно, и в меньшей мере, в накоплении умственных и нравственных сокровищ человечества (в частности, невербальных, художественных и т. д.).
В современном обществе, где читают и пишут практически все, под «грамотностью» часто понимают способность писать согласно установленным нормам грамматики и правописания, без крупных ошибок. А «неграмотный» — тот, кто пишет с ошибками.

## История распространения грамотности (с древних времён по XIX век)
Данный раздел представляет собой частичное изложение статей «Грамотность» и «Начальное народное образование» Энциклопедического словаря Брокгауза и Ефрона.
История грамотности начинается с истории азбуки. При господстве идеографического письма, когда письмо сводилось к рисункам, как, например, у эскимосов и американских индейцев, «грамотность», если можно назвать этим словом понимание живописи, была доступна всем, — никакой условности в письменах не было. История грамотности начинается с того момента, когда письмена приобретают условный характер и для понимания их делается необходимым изучение. История прежде всего показывает медленный, но постоянный ход секуляризации и демократизации грамотности: из достояния немногих, главным образом духовных лиц, она делается достоянием широких масс.
В Древнем Египте письменность находилась в руках жрецов, хотя всякому предоставлялась возможность изучать её от них. Однако изучение письма было настолько затруднительным, что требовало много времени и не всем было доступно. Грамотность была распространена главным образом в среде жрецов и высшего класса. Относительно позднейших времён имеется свидетельство Платона, что «большая часть народа в Египте изучает буквы и счёт» (под «буквами» понимается демотическое письмо, которое употреблялось в обыденных сношениях).
Клинообразное письмо ассиро-вавилонян, также требовавшее много времени и трудов, затрудняло распространение грамотности среди народных масс.
В древней Иудее письмо, по-видимому, было распространено весьма рано. В I веке н. э. в каждой иудейской деревне была школа.
В Индии браминов грамота была распространена, кроме жреческого сословия, главным образом у кшатриев. Членам низшей касты было запрещено, как тяжкий грех, не только читать самим, но даже слушать чтение Вед. Для женщин умение читать и писать считалось позорным; приобретать его могли только танцовщицы и баядерки. Две средние касты могли учиться читать только под руководством жрецов.
Широкого распространения грамотность достигла в Древней Греции, где даже простолюдин обладал умением читать и писать. Грамотность среди женщин была распространена мало, так как женских школ не было вовсе. Слабые навыки чтения и письма женщины Греции приобретали у матерей и нянек.
В Древнем Риме, даже в лучшую его эпоху, грамотность не была так широко распространена, как в Греции. В эпоху Римской империи процент неграмотных был ещё выше.
В Средние века распространение грамотности ограничивалось небольшой группой духовенства и горожан. В большинстве своём духовенство было неграмотно.
В Византии умели читать и писать священники и чиновники, однако писать с соблюдением всех тонкостей литературного древнегреческого языка в империи конца XII века могли, по приблизительным оценкам, лишь около трёхсот очень хорошо образованных людей. Их целевая аудитория также была невелика. Оценить достоинства сложного текста могли около двух тысяч человек, а оценить уровень владения языком — около трёх тысяч, что составляло меньше 1 % населения Константинополя. Образование было делом дорогим и долгим. В него вкладывались те, кто хотел видеть своих сыновей на церковной кафедре или на придворной службе в столице империи.
Наибольшее распространение грамотность имела на Пиренейском полуострове в эпоху процветания арабской культуры и в XI веке в Италии. За пределами Италии на соборах епископы ставили кресты вместо подписи. Рыцари нередко презирали грамотность: они предоставляли её своим дамам и клеркам, которые читали и писали вместо них. Даже в Провансе лишь немногие сеньоры могли читать на своём родном языке, не говоря уже про латынь. Сын Людовика IX не умел писать.
В Англии королевские автографы ставились лишь с XIII века, а женские появились на сто лет позже. В Германии даже поэты сначала диктовали свои песни клеркам (dichten — от dictiren).
В Венгрии магнаты и короли делали объявления через герольдов, вообще игравших видную роль вследствие недостатка грамотности в стране. Более распространена была грамотность среди горожан.
Изменение в этом отношении проявляется лишь во времена реформации. Книгопечатание, удешевив книгу, проложило грамотности широкую дорогу в народные массы. Вопрос о введении обязательного обучения во Франции был поднят ещё в XVI веке на собрании Генеральных штатов 1560 года. В 1571 году статья об обязательном обучении была внесена Жанной д’Альбре в наваррские законы. Несмотря на это, грамотность во французском народе была распространена крайне незначительно. В 1786 году провинциальные собрания, например, в Берри, жаловались на полную безграмотность народа. Безграмотными были даже все мелкие представители власти.
В Испании ещё в 1860-х годах из 72 151 муниципального советника 12 479 не умело ни читать, ни писать. В числе неграмотных насчитывалось 422 мэра и 938 их товарищей (заместителей).

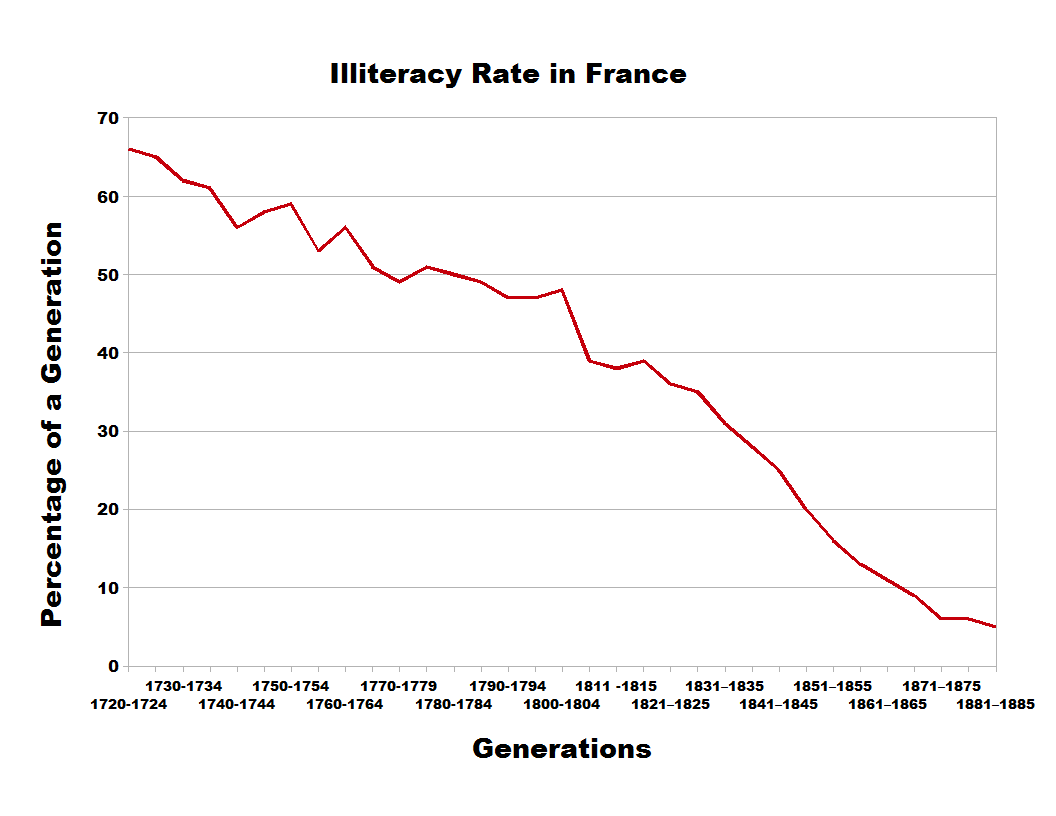
Темпы снижения неграмотности во Франции в XVIII—XIX веках

## Методики оценок уровня грамотности
Констатируя, что решение проблемы неграмотности требует, помимо всего прочего, наличия точного инструмента измерения уровня грамотности населения, Н. Рубакин в своей статье в Энциклопедическом словаре Брокгауза и Ефрона представил все известные на конец XIX века методики оценки уровня грамотности (полностью этот материал приведён в статье Демографическая статистика, раздел «Разработка статистики грамотности»).
Утверждая, что наиболее полный и точный метод — поголовная (всеобщая) перепись населения, Н. Рубакин отметил и его недостатки, в том числе:
- неоперативность:

переписи производятся через весьма значительные промежутки времени; сведения, собранные при этом, сильно запаздывают, и наблюдать по ним поступательное движение грамотности из года в год невозможно.
- невозможность слишком глубокой детализации опросника:

должна быть исключена из вычислений та часть населения, которая, в силу какого-либо физического недостатка, неспособна к обучению грамоте. Сюда относятся, например, идиоты, а также слепые, глухонемые и прочие…
Валовый показатель, когда к числу неграмотных относят и детей дошкольного возраста, завышает показатели неграмотности в степени тем большей, чем больше среднее количество детей в том или ином регионе. Впрочем, всеобщая перепись обычно позволяет выделить из общего числа грамотных детей школьного возраста, а в их числе учащихся.
- недостоверность ответов респондентов в переписных листах:

русские статистики, исследовавшие во второй половине 1880-х гг. Иркутскую губернию, нашли, что на полуграмотных приходилось от 27,3 % до 50,9 % общего числа грамотных; в местностях глухих это отношение ещё менее благоприятно.

В конце XIX века в России и за рубежом в оценках грамотности использовалось число начальных школ и учащихся в них, с разбивкой по полу и возрасту. Н. Рубакин относится к этому методу критически: грамотность приходит не с постройкой школы, а при условии её успешного окончания:
однако из начальных школ не все выходят грамотными; значительный процент не оканчивает курса
И в России, и в Европе дети крестьян, даже если и ходили в церковно-приходскую школу, то нередко отвлекались от учёбы по хозяйственно-домашним нуждам на протяжении учебного года. Незавершённость начального образования, отмечает Н. Рубакин, особенно сильна в странах, где нет обязательного обучения. Автор указывает и на несопоставимость показателей между странами: школьный возраст «считается в одних странах от 7 до 14, в других от 8 до 13 или 6-15 и т. д.»
Другим распространённым способом оценки уровня грамотности в стране является статистика комиссий по призыву новобранцев, которая позволяет установить долю грамотных. В России, где была введена всеобщая воинская повинность, этот способ Н. Рубакин находит удобным: «новобранцы выходят из разных слоёв населения и из разных областей государства; кроме того, призывы новобранцев совершаются периодически, из года в год». В то же время он указывает и на недостатки:
- неприменимость к оценке грамотности женского населения;
- исследованию подвергается лишь часть мужского населения (мужчины призывного возраста, не имеющие освобождения от призыва).

Ещё один существенный недостаток оценки грамотности по новобранцам — зависимость от структуры армии (доля высших классов, вступающих на офицерскую службу) и от условий призыва (мирное или военное время).
В странах, где всеобщая воинская повинность не введена, демографы изучали грамотность лиц, вступающих в брак. Здесь в поле зрения попадают лица обоего пола, разных сословий, разных возрастов и исповеданий и т. д. К этой статистике Н. Рубакин также подходит осторожно, констатируя, что помимо всеобщей переписи ни одна из методик косвенных не имеет значения абсолютного: «чем грамотнее страна, тем больше грамотных мы встретим и среди призывных, и среди вступающих в брак».

## Факторы распространения грамотности

### Географические условия
Распространение грамотности крайне неравномерно как между различными слоями одного и того же народа, так и между различными народами. Оно зависит от географических условий, в которых живёт данный народ. Внешний вид поверхности, климат, характер растительности и фауны и вообще географическая обстановка страны, делающая народ то кочевником-пастухом, то охотником, то земледельцем, создаёт условия то благоприятные, то неблагоприятные для распространения грамотности, а также оказывает сильное влияние и на развитие потребности в ней. Статистик В. Григорьев в своём исследовании Иркутской губернии (1889 г.) показал (см. ниже), что наименьшее число грамотных и учащихся встречается в тех местностях, где наиболее развито скотоводство.
На развитие грамотности действует и климат, хотя влияние его проявляется крайне разнообразно. Длинные зимы и долгие вечера в Финляндии, Швеции и Норвегии при отсутствии полевых работ, по замечанию Левассёра, вероятно, отражаются благоприятно на развитии грамотности, хотя связь между климатом и ею ещё не разрабатывалась статистически.

### Этнографический состав населения
Этнографический состав населения также не остаётся без влияния на развитие грамотности, хотя это влияние довольно трудно проследить и выразить цифрами, так как для сравнения необходимо брать две народности при прочих условиях более или менее одинаковых; между тем, в огромном большинстве случаев при смешанном этнографическом составе одна какая-либо народность преобладает и экономически, и политически, учение идёт на языке официально признанном и т. д.
На распространение грамотности может влиять разноплемённый состав населения. Известны случаи, когда такой состав населения побуждал некоторые правительства усиленно заботиться об устройстве школ как орудия ассимиляции различных национальностей, входящих в состав государства. В одних случаях, как, например, в Пруссии во времена Фридриха Великого, такая политика дала некоторые результаты, но в других она отражается на развитии грамотности отрицательно. С другой стороны, разноплемённый состав затрудняет устройство школ и тем препятствует распространению грамотности. Характер рас также обусловливает собою развитие грамотности. Язык народа, влияя на алфавит, затрудняет или облегчает изучение грамоты. Так, сравнительно слабое распространение грамоты в китайском народе в значительной степени объясняется трудностью изучения её для массы. Способность к усвоению грамотности разными народами в конце XIX — начале XX вв служила предметом спора между учёными. Правда, вряд ли можно сомневаться, что папуасам, например, всякая наука, а в том числе и грамота, даётся с большим трудом, чем европейцу; но значение врождённой способности или неспособности вообще сильно преувеличивается. Кажущаяся невосприимчивость дикарей к обучению в значительной степени объясняется не отсутствием способностей, а иным направлением их. О способности всех рас к обучению свидетельствуют многие исследователи.

### Политический строй и экономический уклад
Зависимость грамотности от экономических условий относительно легко поддаётся исследованию. Если эти условия слишком тяжелы, то погоня за насущным хлебом не оставляет даже столько времени, сколько нужно для обучения грамоте. Перед Великой французской революцией 1789 года бедность народа, несомненно, поддерживала его невежество, которое, в свою очередь, влияло на его бедность.
Громадное влияние на развитие грамотности имеют такие факторы, как распределение землевладения в стране, распределение налогов и податей, и т. п. Всякая неправильность, всякая несправедливость в этом отношении, отражаясь на обеднении народа, отрицательно отражается и на развитии в нём грамотности, и нужны другие, более могущественные для данного момента влияния, чтобы компенсировать вред, причиняемый экономическими факторами.

#### Гражданские свободы
«Безграмотный человек стоит вне политики, … его сначала надо научить азбуке. Без этого не может быть политики, без этого есть только слухи, сплетни, сказки, предрассудки, но не политика» — отмечал В. И. Ленин.
Политический строй государства также оказывает могущественное влияние на распространение грамотности. Рабство искони было одним из самых существенных препятствий к распространению грамотности в  массах народа, хотя древние римляне и ценили образованных рабов и даже поручали им воспитание и обучение грамоте своих детей.

Развитие грамотности в Западной Европе шло параллельно с развитием конституционных начал, не столько предшествуя ему, сколько следуя за ним.
«При прочих равных условиях, — говорит Левассёр, — в тех странах, где народ принимает известное участие в управлении, мы встречаем сравнительно больше забот о распространении образования (значит и грамотности). Таковы, например, Швейцария, английские колонии в Австралии и Канаде, Соединённые Штаты Северной Америки и т. д.»
 При самоуправлении распространение грамотности является естественной необходимостью, которую понимает каждый. В Америке после освобождения негров и дарования им политических и гражданских прав грамотность начала чрезвычайно быстро распространяться между ними. До какой степени отсутствие этих прав отразилось на степени образования негров, видно из того, что ещё в 1880 г. неграмотных негров считалось в Соединённых Штатах (по переписи) 67,63 %, тогда как неграмотных белых — всего 9,49 %. Успехи образования низших классов в Швеции Лавеле объясняет тем, что на Скандинавском полуострове эти классы были наименее угнетены феодальной системой.

#### Крепостное право
Крепостное право также представляло тяжёлое препятствие для распространения грамотности. Даже через 25 лет после освобождения, грамотность бывших помещичьих крестьян была значительно ниже, чем бывших государственных крестьян.
| Разряды:                                        | На сто душ приходится грамотных и учащихся | На сто душ приходится грамотных и учащихся | На сто душ приходится грамотных и учащихся |
| Разряды:                                        | мужчины                                    | женщиня                                    | оба пола                                   |
| Поселяне собственники (немцы, бывшие колонисты) | 71,3                                       | 71,7                                       | 71,5                                       |
| Удельные крестьяне                              | 21,3                                       | 2,16                                       | 11,5                                       |
| Государственные                                 | 21,3                                       | 1,44                                       | 11,3                                       |
| Бывшие помещичьи                                | 16,6                                       | 0,79                                       | 8,6                                        |

(Сборник статистических сведений по Камышинскому уезду Саратовской губернии)
|                  | Саратовская губерния | Мелитопольский уезд | Ставропольский уезд | Острогожский уезд |
| Государственные  | 8,2                  | 12,2                | 5,7                 | 9,0               |
| Бывшие помещичьи | 7,0                  | 5,7                 | 3,2                 | 7,3               |

(Н.Бычков, «Юридический Вестник», 1890, № 7-8)
Говоря об отрицательном влиянии общественного строя на развитие грамотности, не следует, однако, забывать, что оно может уравновешиваться другими факторами, действующими в противоположную сторону: грамотность начала развиваться в Швеции ещё во времена абсолютной монархии благодаря влиянию протестантизма. С другой стороны, южноамериканские республики не отличаются большим распространением грамотности: расслабляющий климат, малоподвижность индейской расы, часто повторяющиеся революции, глубокая рознь между различными классами общества и прочее — всё это действует в направлении, неблагоприятном для грамотности. Вообще государственный строй, касаясь самых различных областей жизни, влияет на распространение грамотности (положительно — в одних случаях, отрицательно — в других) множеством путей, которые невозможно даже вкратце перечислить.

#### Религия и грамотность
Некоторое влияние на распространение грамотности оказывала религия. Духовенство было первым устроителем школ и распространителем грамотности.[где?]
Иудеи устраивают школы при синагогах, мусульмане — при мечетях (медресе и мектебе).
Молодым католикам хотя и приходится учиться читать, чтобы изучать катехизис, но нередко преподавание религии ведётся у них устно (проповедь и уроки священника, исповедь).
По мысли протестантизма, общение с Христом обязывает к непосредственному ознакомлению верующего с книгами святого Писания. Отсюда требование, чтобы верующие были грамотны. Протестант, не знающий грамоты, не допускается к причастию и конфирмации.
Первым делом реформации была борьба за развитие грамотности в народе, тогда как католицизм не только не поощрял распространения грамотности в массе народа, но и стремился оставить эту массу безграмотною, запрещая перевод Библии на родной язык или даже её чтение. В Швейцарии кантоны, пользующиеся одними и теми же правами, природными богатствами, географическим положением и т. д., заметно отличаются один от другого по степени распространения грамотности в зависимости от различия в религии:% неграмотных выше в католических кантонах. В Чехии гуситское движение распространило грамотность по сёлам и деревням, но затем страна эта, придавленная иезуитами, скоро снова погрузилась в невежество.
В Камышинском уезде Саратовской губернии четыре волости с наибольшим % грамотных и учащихся населены протестантами (лютеранами, реформатами и кальвинистами; Сосновская — 76,5 % грамотных и учащихся мужчин п. Усть-Кулалинская — 76,0 %).

##### Роль духовенства
Распространение грамотности зависит, далее, от того, в чьих руках находится школьное дело. Духовенству принадлежит видное место в деле распространения грамотности; духовным лицам приходилось быть первыми учителями грамотности, начиная со средних веков. Но, признавая заслуги духовенства, история знает немало примеров, когда грамотность уменьшалась благодаря участию в школьном деле фанатического или себялюбивого духовенства. Католическое духовенство в Бельгии, например, часто отговаривало свою паству посещать школы, изъятые из его ведения. В бывшем Неаполитанском королевстве, где заботы о распространении грамотности с давних времён были вверены духовенству, в 1867 г. среднее отношение грамотных к неграмотным было 1:10; в Базиликате на каждую 1000 жителей приходилось 912 совершенно неграмотных, в Абруццо, Калабрии и Сицилии — 900; между женщинами безграмотность была общим правилом; из 100 женщин едва 2 умели читать и писать. По словам Клауса, пасторы немецких колоний в Саратовской губернии, «не ограничиваясь полным самовластием в приходской школе, нередко затрудняли возникновение в колониях частных школ, пользуясь в этих видах репрессивными мерами»; всё это делалось с целью «оградить приходскую школу от всяких не исключительно конфессиональных влияний». Отрицательное влияние заведующего школою духовенства на распространение грамотности объясняется не только тем, что оно преследует не столько образовательные, сколько конфессиональные цели, но и тем, что нередко условия жизни, в каких само духовенство находится, делают совершенно непосильной для него эту задачу. Принуждённое по тем или иным причинам принять участие в заведовании школами, оно относится к ним равнодушно и без энергии, вследствие чего распространение грамотности если не падает, то в значительной степени замедляется.

#### Правительственные инициативы
Правительствам принадлежит видная заслуга в деле распространения грамотности.
Но вмешательство правительства в дело народного образования не всегда благотворно отражалось на распространении грамотности. Несоответствие правительственных начинаний с потребностями общества, непонимание народных нужд, невозможность исполнить предписания правительства и т. д. иногда оказывали обратное влияние. Так, например, в половине XVIII века многие школы к Малороссии, существовавшие при церквах (школы грамоты, школы домашние и церковно-приходские), закрылись, и вследствие этого распространение грамотности замедлилось. Факт закрытия 370 школ в одной Черниговской губернии проф. Сухомлинов ставит в причинную связь с благими начинаниями Екатерины II в области народного образования.
Решительные меры, принятые во 2-й половине XVIII века к учреждению официальных училищ, были вместе с тем мерами против народных школ. Предписано было учить по таким-то книгам, в такие-то часы, подчиняться таким-то начальникам и т. д. Учитель должен был при содействии полиции настаивать на посещении официальных школ
Законом 1786 г. домашние школы грамоты были ограничены и, так сказать, поставлены вне закона и в этом положении находились до 1882 г., когда циркуляром барона Николаи (бывш. министра нар. просвещения) домашнее обучение снова было допущено для лиц, не имеющих «диплома». Хотя домашние школы грамоты и никогда не переставали существовать, но их незаконность несомненно отрицательно отражалась на успехах грамотности в народе.

#### Соотношение между грамотностью и преступностью
Разные мнения возбуждает вопрос о соотношении между грамотностью и преступностью. Левассёр в своём капитальном труде «La population française» (т. II, стр. 464) собрал интересные данные для решения этого вопроса. Между преступлением и грамотностью, по мнению Левассёра, нет никакой необходимой и математической связи. Хотя % неграмотных преступников уменьшается, а % грамотных и образованных увеличивается, но этот факт есть необходимое следствие вообще успехов образования во Франции. В конце реставрации % осуждённых грамотных равнялся 39 %, а % грамотных рекрут — 44,8; в настоящее время грамотных рекрут 84,4 % (среднее за 1876—1885), а грамотных осуждённых — 68 %. Грамотная часть народонаселения не только поставляет контингент преступников меньший, чем неграмотная, но преступность показывает явное стремление сосредоточиться в среде невежества.

## Грамотность в Российской империи (конец XIX — начало XX века)

### Грамотность в Российской империи в начале XX века
Поскольку переписи, аналогичной по масштабам и глубине Всеобщей переписи 1897 года, в Российской империи более не проводилось, последующие оценки грамотности населения на протяжении первой трети XX века опираются на фрагментарные сведения, полученные из опросов разной глубины проработки, проводившихся на разных, часто несопоставимых друг с другом территориях. Ещё более разнятся оценки, экстраполируемые на этой основе, в связи с чем их взаимная сопоставимость в попытках обоснования того или иного качественного вывода становится спорной.
Дополнительная сложность возникает при сопоставлении грамотности с другими странами. Зарубежные критерии грамотности были выше: в начале XX века в Европе в это понятие входило умение писать и читать, в то время как в России в переписном листе переписи 1897 года вопрос сформулирован — «Умеет ли читать?», и как считают отдельные исследователи (Б. Н. Миронов), чтобы доказать грамотность при переписи, было достаточно лишь прочесть текст по складам. С другой стороны, из энциклопедических словарей того времени известно, что таких людей относили к малограмотным, а к грамотным относили тех, кто читал без затруднений. Образовательный ценз учитывался отдельной колонкой (смотрите формуляры переписи).
Отправной точкой уровня грамотности по всей Российской империи на начало века, принимаются данные на 1897 год, признанные отечественными и зарубежными учёными: всего — 21,1 %, в том числе 29,3 % мужчин и 13,1 % женщин.
По экстраполяционным оценкам, сделанным применительно к наиболее развитым губерниям Российской империи, на протяжении XIX века грамотность сельского населения росла на 1,8 % в год.
Оценки на второе десятилетие XX века достаточно сильно разнятся, от минимальной 30 % к началу Первой мировой войны. Ряд учёных оценивает грамотность населения России к 1915 году в 35-38 % до 43 % в 1917, но применительно только к европейской части собственно России, исключая детей, не достигших 10 лет. Бывший министр просвещения П. Н. Игнатьев в своей статье приводил оценку в 56 % грамотных от всего населения России (на 1916 год).
При этом грамотность была сильно дифференцирована по регионам Российской империи. Так, по переписи 1897 года, в Эстляндской и Петербургской губерниях грамотное население составляло 77,9 % и 55,1 %, а в Сибири и Средней Азии 12,4 % и 3,3 % соответственно.

#### Грамотность среди военнослужащих
Статистика военного ведомства фиксирует данные о грамотности узкой возрастной группы мужской части населения, причём уже отфильтрованной (сначала в крестьянской семье или сельской общиной) на стадии призыва. Многодетные крестьянские семьи (а до 1874 года, при рекрутской повинности — сельская община) предпочитали отдавать в армию наименее ценных членов общества, в том числе, уже в XX веке и по признаку неграмотности (так как знали, что через 4 года сын вернётся из армии грамотным). По данным Дж. Бушнелла, на военную службу в царской России принималось лишь 25-30 % мужчин призывного возраста. По другим данным, грамотность среди принятых на военную службу была примерно в два раза выше, чем для всего населения в целом.
Несмотря на то, что помимо земских и церковно-приходских школ в некоторых деревнях находились грамотные и свободные от другой работы лица, учившие детей азбуке по собственной инициативе, общий уровень грамотности, фиксируемый призывными комиссиями, оставался низким [источник=?]. Указав, что долгое время (до реформы 1861г) «царская армия была [зачастую] единственным и важнейшим источником обретения грамотности русскими крестьянами», Дж. Бушнелл отметил, что в 1880-х от обучения солдат грамоте отошли, а затем даже когда обучение грамоте требовалось (после этой даты)… то часто, а возможно и в обычных случаях это требование оставалось лишь «мёртвой буквой»(См. примечание). Так, в пехоте обязательное обучение грамоте вновь ввели лишь в 1902 году. Однако в кавалерии и артиллерии, — констатировала вновь созданная при Главном штабе Комиссия по вопросу об образовании войск, — грамоте солдат не обучали, «ввиду того, что занятия грамотностью с молодыми солдатами этого рода оружия совершенно невыполнимы по недостатку для сего времени».
Обучение шло по двум эшелонам, при минимальных квалификационных требованиях к признанию обучаемого грамотным. В низшем, где вместе обучали неграмотных и малограмотных, по окончании учёбы от солдата требовалось только: читать печатное, списывать с книги, знать сложение и вычитание целых чисел. В высшем, более продвинутом, куда направляли грамотных, требовалось: читать печатный текст и понимать прочитанное; списывать с книги и писать под диктовку фразы; выполнять 4 арифметических действия не выше третьего порядка и решать в уме несложные задачи на сложение и вычитание.
БСЭ даёт следующие данные по грамотности новобранцев в РИ (процент грамотных среди новобранцев):
1875г — 21 %, 1880г — 22 %, 1885г — 26 %, 1890г — 31 %, 1895г — 40 %, 1900г — 49 %, 1905г — 58 %, 1913г — 73 %
Но, как отмечают авторы БСЭ далее, по этой статистике принимали «за грамотного умеющего написать лишь свою фамилию». И даже по таким низким критериям грамотности каждый четвёртый новобранец оставался неграмотным. Однако в переписном листе переписи 1897 года вопрос сформулирован — «Умеет ли читать»?(смотрите формуляры переписи). В энциклопедических словарях того времени грамотность определялась как умение читать без затруднений, а читающих с трудом относили к малограмотным; умеющих только расписаться относили к неграмотным.
Данные дореволюционного «Нового Энциклопедического Словаря» сильно расходятся с данными из «Большой Советской энциклопедии». Согласно ему количество неграмотных рекрутов (на 1000) в разных армиях мира изменялось следующим образом:
| Количество неграмотных новобранцев на 1000 в армиях мира | Количество неграмотных новобранцев на 1000 в армиях мира | Количество неграмотных новобранцев на 1000 в армиях мира | Количество неграмотных новобранцев на 1000 в армиях мира |
|                                                          | 1875                                                     | 1894                                                     | 1911                                                     |
| -------------------------------------------------------- | -------------------------------------------------------- | -------------------------------------------------------- | -------------------------------------------------------- |
| Германия                                                 | 24,0                                                     | 3,8                                                      | 0,2                                                      |
| Дания                                                    | –                                                        | 5,4                                                      | 2,0                                                      |
| Швеция                                                   | 9,0                                                      | 1,2                                                      | 3,7                                                      |
| Швейцария                                                | 46,0                                                     | 38.0                                                     | 5,0                                                      |
| Нидерланды                                               | 123,0                                                    | 65,0                                                     | 14,0                                                     |
| Франция                                                  | 161,0                                                    | 87,0                                                     | 33,0                                                     |
| Бельгия                                                  | 250,0                                                    | 148,0                                                    | 85,0                                                     |
| Греция                                                   | 0                                                        | 300                                                      | 300,0                                                    |
| Италия                                                   | 520                                                      | 403,0                                                    | 306,0                                                    |
| Сербия                                                   | –                                                        | 793                                                      | 496,0                                                    |
| Россия                                                   | 784,0                                                    | 708                                                      | 617                                                      |

Детальный обзор грамотности новобранцев даёт «Военно-статистический ежегодник», в котором отдельно рассматриваются все три категории грамотности: грамотные, малограмотные и неграмотные.
По данным «Военно-статистического ежегодника армии за 1912 г.» всего в 1912 году из низших чинов до поступления на службу было:
- грамотных — 604 737;
- малограмотных — 301 878;
- неграмотных — 353 544.

Соответственно, в 1912 году процент грамотных солдат в русской армии составлял 47,41 %. Таким образом уровень грамотности рядовой солдатской массы по сравнению с рубежом веков, по сути, не изменился.
Помимо грамотности отмечают уровень образовательного ценза. Так в 1912 году из нижних чинов армии имели:
- высшее образование — 1480;
- среднее образование — 6087;
- низшее (начальное) — 125,494;
- без образовательного ценза — 1 127 098.

В последнем предвоенном 1913 году 27 % призванных на военную службу были неграмотными. Когда же с началом Первой мировой войны мобилизация стала всеобщей, этот процент более чем удвоился, достигнув 61 % (в то же время в Германии — 0,04 %, в Англии — 1 %, во Франции — 3,4 %, в США — 3,8 % и в Италии 30 %).(см. Примечание).

#### Меры по развитию начального образования в России, начало XX века
1 ноября 1907 года в Думу был внесён проект закона «О введении всеобщего начального обучения в Российской империи». Комиссия по народному образованию, в которую поступил этот проект, рассматривала его более трёх лет.
В 1910 году было установлено 4-летнее обучение для всех уже существующих начальных школ. Однако обсуждение законопроекта о всеобщем начальном образовании откладывалось несколько раз. Для решения возникших споров 28 января 1912 года Государственный совет образовал согласительную комиссию. При этом Госсовет предложил повысить до 10,5 млн руб. минимальный размер кредита, на который в течение 10 лет должны были быть увеличены ассигнования на нужды начальных училищ. В ходе обсуждения доклада согласительной комиссии (21 мая 1912 года), Дума отказалась с предложенными компромиссами, в связи с чем 6 июня 1912 г. Государственный совет законопроект отклонил. — Тем не менее, те же современные критики этого закона пишут: «Со времени издания закона от 3 мая 1908 г. в стране начинают проводиться первые мероприятия, связанные с реализацией проекта введения всеобщего образования в стране, который предполагал создание школьных сетей начальных учебных заведений». Эти мероприятия (в том числе увеличение числа школ и их доступности в радиусе не более 3 верст) проводились неуклонно вплоть до 1917 года (в том числе и во время Первой мировой войны).
В 1912 году на нужды Министерства народного просвещения было выделено 117 млн.руб., а в 1914 году предполагалось отпустить 142,7 млн.руб. В 1915-16 годах разработкой новых законодательных предложений занимался министр просвещения Павел Игнатьев. В 1909 году план введения в городе всеобщего начального образования, рассчитанный до 1919 года приняла Барнаульская городская дума. В 1911 году о введении всеобщего начального образования было объявлено в Омске, в 1913 в Новониколаевске. Однако в целом к 1915 году всеобщее бесплатное начальное обучение было введено лишь в 3 % земств (15 из 440).
Однодневная школьная перепись, проведённая Министерством народного просвещения в январе 1911 года, показала, что лишь около 43 % детей школьного возраста (от 8 до 12 лет) посещало начальную школу. С этими цифрами коррелируют данные того же источника, по которым охват начальной школой детей в возрасте от 8 до 11 лет составлял по империи 30,1 % (в городах — 46,6 %, в сельской местности—28,3 %). С этой оценкой сильно расходятся данные в книге Д. Л. Сапрыкина: «данные полной школьной переписи января 1911 года и частичной переписи января 1915 года говорят о том, что на тот момент в центральных великорусских и малороссийских губерниях было обеспечено фактически полное обучение мальчиков. Иначе обстояло дело с обучением девочек (даже в Европейской России в школах обучалось не более 50 % девочек в начальных школах)».
В отчёте Министерства народного просвещения на 1911 год практически полный охват начальным образованием в 34 губерниях (46 % населения) планировался в среднем через 9,4 лет (в 40 уездах через 12-17 лет). По оценкам авторов статьи «Нового энциклопедического словаря» за 1916 год, при условии сохранения темпов увеличения числа школ на уровне 1911—1914 годов всеобщее обучение могло бы быть достигнуто через 16 лет. При этом в планах МНП охват планировался начальными школами с 4-летним курсом обучения.
При количественном росте начальной школы освоить её полный курс удавалось лишь меньшинству: лишь 10 % из зачисленных в начальную школу заканчивали все 4 класса — однако, ни в одном другом источнике подтверждения этой цифре (10 %) нет, и она не подкреплена ни таблицами, ни расчетами, и выпадает из всего порядка цифр по грамотности в конце XIX начале XX века. Как считает Б. Н. Миронов, через 10-20 лет, преимущественно в крестьянской среде, это приводило к феномену «рецидива безграмотности»: даже наученные когда-то читать и писать, люди через какое-то время теряли полученные знания и навыки, из-за того, что редко использовали их в обыденной жизни. В результате в первые десятилетия XX века наблюдалось увеличение отставания темпов роста грамотных от темпов роста учащихся.
Вместе с тем, некоторая часть крестьян (особенно широко после 1906 г.) проявляла возрастающий интерес к книгам и периодическим изданиям. Средства на формирование фондов сельских библиотек, включая покупку униг и подписку на периодику, собирались со всех крестьян, включая неграмотных. По данным исследования Института этнологии и антропологии РАН под руководством д.и.н., профессора М. М. Громыко , написанной по результатам исследований нескольких групп учёных Императорских научных обществ царской России, реальная грамотность крестьян была заметно выше данных официальной статистики, поскольку многие (особенно старообрядцы) не считали нужным записывать при обследованиях свою грамотность, и по ряду других причин(c.59-60).
Полностью ликвидировать неграмотность населения, и в первую очередь крестьянства, в России к 1917 году не удалось, тогда как в Европе, эта проблема была решена ещё в XIX веке (законы о всеобщем обучении приняты в Пруссии в 1717 и 1763, в Австрии в 1774, в Дании в 1814, в Швеции в 1842, в Норвегии в 1848, в США в 1852—1900 гг., в Японии в 1872, в Италии в 1877, в Великобритании в 1880, во Франции в 1882), к этому времени уже подходили к внедрению всеобщего среднего образования.
Подводя итог реформам национального образования к 1917 году (как общего начального и среднего, так и профессионального и высшего), руководитель Центра исследований научно-образовательной политики при ИИЕТ РАН Д. Л. Сапрыкин пишет:

Единая система образования предполагающая полную «координацию» общего и профессионального образования, в частности, возможность переходов между общеобразовательными и профессиональными учебными заведениями одного уровня была сформирована в процессе реформ 1915—1916 годов проведенных П. Н. Игнатьевым при полной поддержке Николая II. Эти реформы создали стройную единую систему национального образования включавшую: 1) 3-4 летний цикл начального образования, 2) 4-летний цикл посленачального образования (первые четыре класса гимназий, курс высших начальных училищ или соответствующих профессиональных учебных заведений, 3) 4 летний цикл полного среднего образования (последние классы гимназий или профессиональных средних учебных заведений), 4) высшие учебные заведения университетского или специального типа, 5) систему образования для взрослых, которая стала ускоренными темпами создаваться особенно после принятия «сухого закона» в 1914 году. … В последние десять лет царствования Николая II был осуществлен своего рода «национальный проект»: программа строительства «школьных сетей», в частности, сетей школьных зданий по всей стране, обеспечивших доступность школ для всех детей Империи с радиусом 3 версты. … Во время царствования Николая II Россия прочно вошла в пятерку наиболее развитых стран в отношении уровня развития науки, научно-технического образования и «высокотехнологичных отраслей промышленности»

## Советский Союз
Согласно переписи, проведённой на части территории Советской России в 1920 году, умение читать было зафиксировано всего у 41,7 % населения в возрасте от 8 лет и старше. Перепись 1920 года не была всеобщей и не охватила большую часть территории страны, в том числе районы, где шли военные действия (Белоруссию, Волынскую, Подольскую губернии, Крым, Закавказье, горные районы Северного Кавказа, часть Туркестана и Киргизии, Дальний Восток), а также некоторые местности Европейской России и Украины, Хиву и Бухару.
Статистика изменения процента грамотного населения:
|                      |         | 1917  | 1920  | 1926  | 1937  | 1939  | 1959  | 1970  | 1979  |
| -------------------- | ------- | ----- | ----- | ----- | ----- | ----- | ----- | ----- | ----- |
| Сельское население:  | Мужчины | 53%   | 52,4% | 67,3% | —     | 91,6% | 99.1% | 99.6% | 99.6% |
| Сельское население:  | Женщины | 23%   | 25,2% | 35,4% | —     | 76,8% | 97,5% | 99,4% | 99,5% |
| Сельское население:  | Всего   | 37%   | 37,8% | 50,6% | —     | 84,0% | 98,2% | 99,5% | 99,6% |
| Городское население: | Мужчины | 80%   | 80,7% | 88,0% | —     | 97,1% | 99,5% | 99.9% | 99.9% |
| Городское население: | Женщины | 61%   | 66,7% | 73,9% | —     | 90,7% | 98,1% | 99,8% | 99,9% |
| Городское население: | Всего   | 70,5% | 73,5% | 80,9% | —     | 93,8% | 98,7% | 99,8% | 99,9% |
| Всего:               | Мужчины | 58%   | 57,6% | 71,5% | 86%   | 93,5% | 99,3% | 99.8% | 99.8% |
| Всего:               | Женщины | 29%   | 32,3% | 42,7% | 66,2% | 81,6% | 97,8% | 99,7% | 99,8% |
| Всего:               | Всего   | 43%   | 44,1% | 56,6% | —     | 87,4% | 98,5% | 99,7% | 99,8% |

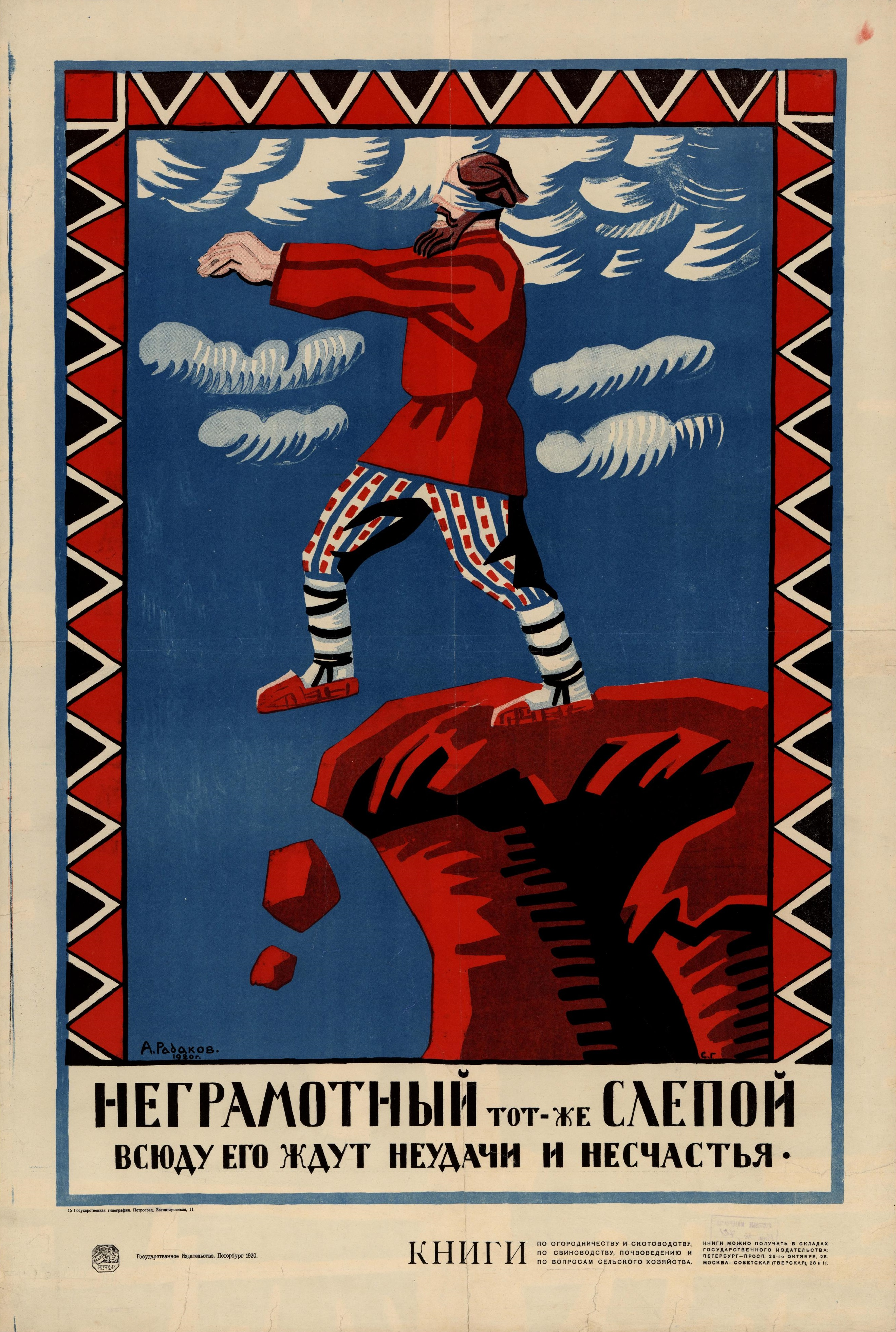
Советский плакат 1920 года. Художник А. А. Радаков

Современные исследователи, оценивая государственную политику ликвидации неграмотности, как правило, выделяют следующие черты:
- Правительство дореволюционной России не делало обучение основам грамоты взрослого населения приоритетной задачей. И несмотря на рост ассигнований на образование, финансовую и моральную ответственность в деле ликвидации неграмотности взрослого населения брали на себя в основном общественные объединения и органы местного самоуправления. Советская власть ликвидацию неграмотности и малограмотности населения сделала обязательной задачей. Это создавало реальные предпосылки для общедоступности обучения грамоте взрослых. Неграмотность большей части населения начинает рассматриваться уже не только как социальная, но и как политическая проблема.[54]
- Если до революции обучение было добровольным, то на рубеже 1920-х годов оно в некоторых случаях проводилось принудительно[52].
- В 1920-е — 1930-е годы уровень грамотности населения быстро повышался. Однако качество общеобразовательной подготовки, осуществлявшейся в 1920-30 гг. силами культармейцев, из числа которых не все обладали образованием на уровне гимназии (чего было достаточно в царской России), местами (например, в Оренбуржье) оказывалось ниже, чем в дореволюционной России[54].

Борьба с неграмотностью, начатая в 1920-е годы, ослабила влияние рецидива безграмотности (как показала перепись 1926 года, для возрастных групп старше 60 лет), однако такие рецидивы всё ещё имели место. На них указывала в 1927 году и Н. К. Крупская. Семь лет спустя, в 1934 году, она отметила:

В смысле ликвидации неграмотности мы имеем большие успехи. Мы имеем быстрый рост советской интеллигенции, рост влияния на неё партии. В отношении культуры то, что было пятнадцать лет тому назад, и то, что мы имеем сейчас, несравнимо… Мы имеем постановления XVII съезда о завершении во вторую пятилетку ликвидации неграмотности среди населения Союза и малограмотности среди трудоспособного взрослого населения. Однако это дело продвигается слабо. В отдельных местах имеются большие достижения, но необходимо укрепить весь этот важнейший участок соцстройки.— Крупская Н. К. Очередные задачи в области ликвидации неграмотности. М.: 1934
Среди поводов, вызывавших беспокойство Крупской, был, в частности, большой, по её мнению, отсев учащихся, показываемый в отчётах о школах ликбеза и школах для малограмотных.

## Международное сообщество
В 1966 году ЮНЕСКО объявила Международный день грамотности, ежегодно отмечаемый 8 сентября.

Сегодня в мире один из пяти взрослых неграмотен, и две трети из них — женщины. 75 миллионов детей не посещают школу.
С момента основания в 1946 году ЮНЕСКО находится на передовых рубежах борьбы за грамотность, за то, чтобы проблема грамотности не сходила с повестки дня на национальном, региональном и международном уровне. Однако пока 776 миллионов взрослых не владеют элементарными началами грамоты, цель — добиться грамотности для всех — продолжает ускользать.
Оригинальный текст (англ.)
Today one in five adults is still not literate and two-thirds of them are women while 75 million children are out of school.
Since its foundation in 1946, UNESCO has been at the forefront of global literacy efforts and is dedicated to keeping literacy high on national, regional and international agendas. However, with some 776 million adults lacking minimum literacy skills, literacy for all remains an elusive target.